# رخصة قاعدة البيانات المفتوحة

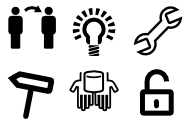
تلخيص لرخصة قاعدة البيانات المفتوحة:
لك الحرية في: مشاركة، إنشاء، وتكييف العمل؛
طالما تضمن: النسبة، المشاركة بالمثل، وترك العمل مفتوحا.

رخصة قاعدة البيانات المفتوحة (ODbL) هي رخصة حقوق متروكة ومشاركة بالمثل تسمح للمستخدمين بمشاركة، استعمال وتعديل قواعد البيانات بحرية مع الحفاظ على هذه الميزات للمستخدمين الآخرين.
تم نشر الرخصة بواسطة أوبن داتا كومنز، وهي جزء من أوبن نوولدج إنترناشيونال ‏.
تم إنشاء ODbL بهدف السماح للمستخدمين بمشاركة بياناتهم بحرية دون القلق بشأن المشاكل المتعلقة بحقوق النشر أو الملكية. يسمح للمستخدمين باستخدام البيانات الموجودة في قاعدة البيانات مجانًا دون القلق بشأن حقوق الطبع والنشر لمنشئي المحتوى، والإضافة إلى البيانات أو استخدامها في قواعد البيانات الأخرى. يحدد الترخيص حقوق مستخدمي قاعدة البيانات، فضلاً عن الإجراء الصحيح لإسناد الرصيد عندما يكون الائتمان مستحقًا للبيانات، وكيفية إجراء تغييرات أو تحسينات على البيانات، وبالتالي تبسيط مشاركة البيانات ومقارنتها. لم يعد المستخدمون بحاجة للقلق من تداعيات انتهاكات قانون حقوق الطبع والنشر أو المعلومات المسروقة عند استخدام رخصة قاعدة البيانات المفتوحة.

## الحريات
- المشاركة: نسخ قاعدة البيانات، توزيعها واستخدامها.
- الإنشاء: إنتاج أعمال من قاعدة البيانات.
- التكييف: تعديل قاعدة البيانات وتحويلها والبناء على أساسها.

## الشروط
- النسبة: يجب نسب أي استخدام عام لقاعدة البيانات، أو الأعمال المنتجة من قاعدة البيانات، بالطريقة المحددة في ODbL. لأي استخدام أو إعادة توزيع لقاعدة البيانات، أو الأعمال المنتجة منها، يجب التوضيح للآخرين ترخيص قاعدة البيانات والاحتفاظ بأي إشعارات في قاعدة البيانات الأصلية.
- المشاركة بالمثل: إذا كنت تستخدم علنًا أي نسخة معدلة من قاعدة بيانات ما، أو أنشأت أعمالا تم إنتاجها من قاعدة البيانات هذه، فيجب عليك أيضًا عرض قاعدة بياناتك بموجب رخصة قاعدة البيانات المفتوحة.
- ترك العمل مفتوحا: إذا قمت بإعادة توزيع قاعدة البيانات، أو نسخة معدلة منها، فيمكنك استخدام التدابير التكنولوجية التي تقيد العمل (مثل إدارة الحقوق الرقمية) طالما أنك تقوم أيضًا بإعادة توزيع نسخة مشابهة أخرى بدون مثل هذه التدابير.

## استخدامات بارزة
أكمل مشروع خريطة الشارع المفتوحة عملية الانتقال من ترخيص المشاع الإبداعي إلى رخصة قاعدة البيانات المفتوحة في سبتمبر 2012 في محاولة للحصول على مزيد من الأمان القانوني وترخيص أكثر تحديدًا لقواعد البيانات بدلاً من الأعمال الإبداعية.
مشروعات أخرى تستخدم ODbL من ضمنها: أوبن كوربوريتز، أوبن فود فاكتس، وبيانات باريس المفتوحة.

## وصلات خارجية
- رخصة قاعدة البيانات الحرة على موقع Free Software Directory (الإنجليزية)
- رخصة قاعدة البيانات المفتوحة (بالإنجليزية)